# Нароново (Окуловский район)
Нароново — деревня в Окуловском муниципальном районе Новгородской области, относится к Боровёнковскому сельскому поселению.
Деревня расположена на правом берегу реки Бакловка на Валдайской возвышенности, в 34 км к северо-западу от Окуловки (50 км по автомобильной дороге), до административного центра сельского поселения — посёлка Боровёнка 20 км.
| 2010 |
| ---- |
| 21   |

## История
В Новгородской губернии деревня была приписана к Заручевской волости Крестецкого уезда, а с 30 марта 1918 года Маловишерского уезда. После 1927 года деревня входила в Заручевский сельсовет, затем до 2005 года деревня входила в число населённых пунктов подчинённых администрации Боровёнковского сельсовета, после вошла в число населённых пунктов Боровёнковского сельского поселения.

## Достопримечательности
Усадьба русского ботаника и агронома Николая Ивановича Железнова. Парк регулярной планировки (4,5 га).
Николай Иванович здесь — на полях своего имения в Наронове, проводил свои исследования.

## Транспорт
Ближайшие железнодорожные станции расположены на главном ходу Октябрьской железной дороги — в Боровёнке и Торбино.